# Uadi Beht

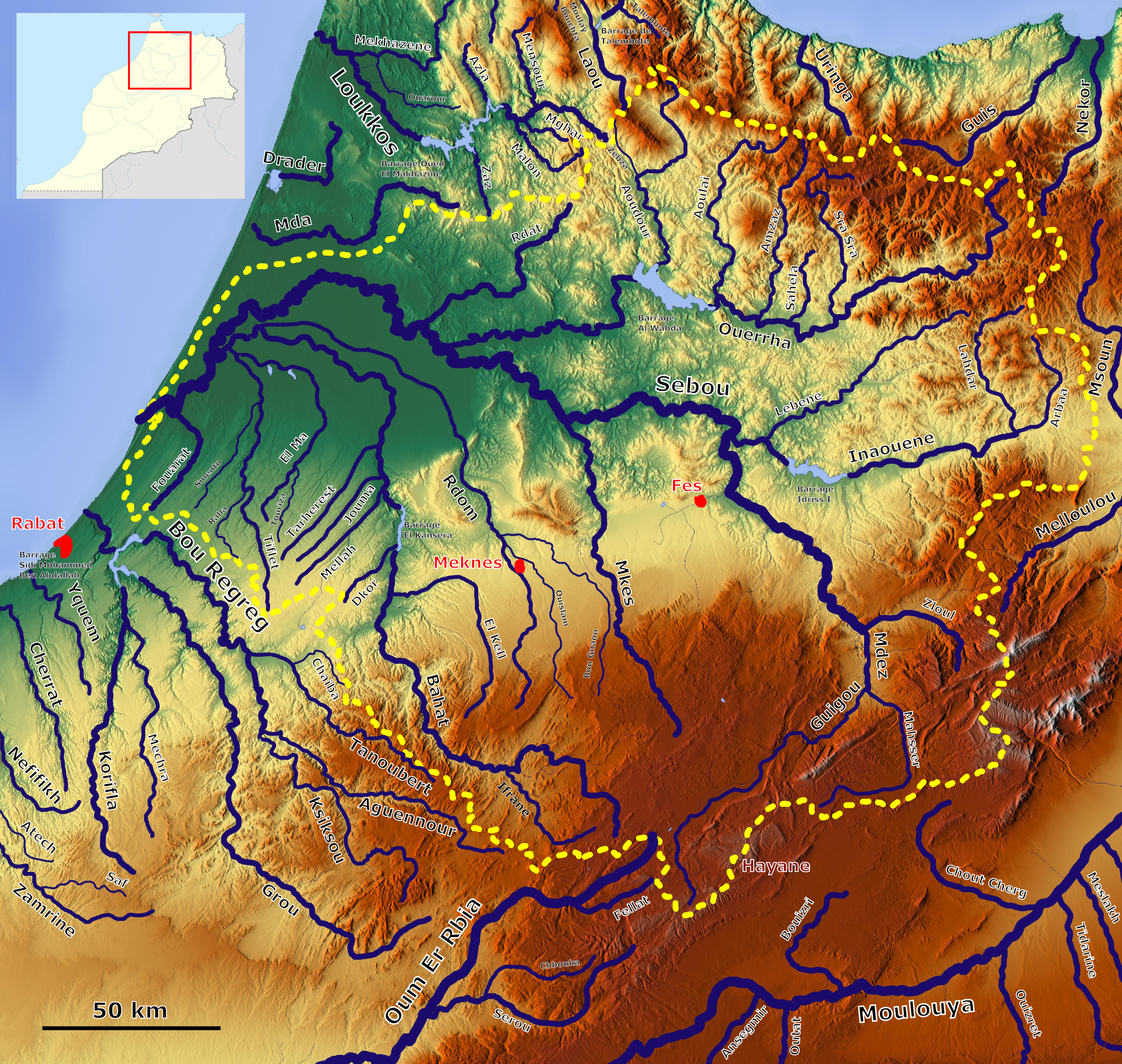
Cuenca del río Sebú con el uadi Neht (centro inferior izquierdo).

Uadi Beht es un cauce de río situado en Marruecos, concretamente en el centro occidental del país, no lejos de la ciudad de Jemisset, sobre la que se construyó la presa de almacenamiento para riego de Kansera a unos 20 kilómetros al sur de Sidi Slimane.
El río Beht es un afluente del río Sebú que nace en la cadena montañosa del Atlas Medio. y mide 121 kilómetros de largo.

## Historia natural
En las partes superiores de la cuenca dentro del Atlas Medio se encuentra el área de distribución prehistórica del primate, en peligro de extinción, macaco de Berbería, que en tiempos prehistóricos tenía un área de distribución mucho mayor en África del Norte.

## Complejo agrícola del Neolítico
Como parte de un proyecto iniciado en 2021, se ha descubierto un amplio complejo agrícola de alrededor de 10 hectáreas datado en el Neolítico, resultando ser el más grande de África en la época, fuera del valle del Nilo.